# Zerwa (osuwisko)
Zerwa – krawędź morfologiczna (krawędź osuwiskowa) powstająca przy szczelinie osuwiskowej w górnej części osuwiska (niszy osuwiskowej) lub jego koluwium.
Zerwy osuwiskowe są charakterystyczne dla osuwisk obrotowych (rotacyjnych), które powstają, gdy masy ziemne, skalne lub zwietrzelinowe ulegają ześlizgowi wzdłuż jednej lub kilku wklęsłych powierzchni. Osiadaniu, obsuwaniu skib w głąb stoku towarzyszy wyciskanie i przesuwanie mas w dół stoku. W osuwiskach rotacyjnych przemieszczane są skiby lub bloki, a w ich obrębie zachowane jest następstwo warstw i struktura utworu skalnego. Nie następuje tu wymieszanie mas.